# محمد حبش
محمد حبش (1 أكتوبر 1962 -) هو عالم ومفكر إسلامي وبرلماني وأكاديمي من سوريا.

## حياته ونشأته
ولد في 1 أكتوبر 1962، دمشق، سوريا نشأ في مدرسة عمه الشيخ أحمد كفتارو للعلوم الإسلامية في دمشق، حفظ القرآن الكريم على يد الشيخ محمد سكر، كما درس العلوم الإسلامية في المعهد الشرعي للدعوة والإرشاد، ثم حصل على درجة الإقراء بالقراءات المتواترة من «شيخ القراء» محمد سكر ومن الفتوى السورية، ونال الإجازة في الشريعة من جامعة دمشق ثم تابع تحصيله فنال ثلاث درجات ليسانس في العلوم العربية والإسلامية من جامعات دمشق وطرابلس وبيروت كما حصل على الماجستير ونال الدكتوراه من جامعة القرآن الكريم في الخرطوم بإشراف الدكتور العلامة وهبة الزحيلي والدكتور العلامة محمد علي الإمام) وفي عام 2010 أعلنت جامعة كرايوفا، أعرق الجامعات الرومانية أن رتبة دكتوراه الشرف التي تمنحها الجامعة كل عامين مرة واحدة قد خصصت للدكتور محمد حبش تقديراً لبحوثه ونشاطه في حوار الأديان وبشكل خاص كتابه سيرة الرسول محمد، وقد قامت الجامعة بترجمته للرومانية واعتبر مقرراً على طلبة كليات اللاهوت في الجامعة، حيث تم تسليم الدرجة العلمية الفريدة في القاعة الزرقاء بالجامعة في حفل رسمي كبير .

## مسيرته
تبنى الدكتور محمد حبش التجديد الديني، متأثراً بشكل خاص بالشيخ أحمد كفتارو والشيخ جودت سعيد وأطلق مشروعه عبر مركز الدراسات الإسلامية بدمشق الذي أسسه وأشرف عليه، وعقد عدة مؤتمرات إسلامية لتعزيز خطاب التنوير الإسلامي.
وأسس رابطة كتاب التنوير كما انتخب مرتين رئيساً لجمعية علماء الشريعة في سوريا.
صدر له 52 كتاباً مطبوعاً في قضايا التنوير الإسلامي كما اشتهر بمقالاته الجريئة في الصحف العربية، وبرامجه الكثيرة على المحطات الفضائية والإذاعات العربية.
يتبنى الدكتور حبش عدداً من قضايا التجديد الديني أهمها: رفض احتكار الخلاص، وتجديد فقه المرأة في الإسلام وإحياء مصادر الشريعة الغائبة مما يعني منح دور أكبر في التشريع للعقل على حساب النص.
لم تكن أفكاره واضحة، وقد كان صعودها سريعاً وجاءت صادمة للخطاب التقليدي، فتعرض لنقد شديد من قبل الشخصيات المحافظة، في حين لقي قبولاً كبيراً لدى الاتجاهات التنويرية والتحديثية في الإسلام، وأدى ذلك إلى سلسلة من المواجهات الفكرية، نشرت في عدد من الصحف، وقد ظل يمارس الخطابة والإمامة والوظائف الدينية وينشر في العديد من الصحف المجلات.
أعلن موقفه من الأحداث في سوريا، ورفض الحل العنيف الذي تبناه النظام، ورفض كذلك التسلح الذي قام به الثوار، ودعا إلى إلقاء السلاح والجلوس على مائدة الحوار .

## مؤلفاته
1. سيرة رسول الله - ترجم إلى الإنكليزية والرومانية
2. النبي الديمقراطي
3. المسلمون وعلوم الحضارة
4. إسلام بلا عنف
5. نبي من أجل الإنسان
6. المرأة بين الشريعة والحياة
7. المصارف والربا
8. المشترك أكثر مما تعتقد
9. المعتمد في أصول الفقه
10. القراءات المتواترة وأثرها في الحكم الشرعي
11. الشامل في القراءات
12. أشواق داغستان
13. شرف الكلمة ورسالة الإعلام الإسلامي
14. روائع شعر الحكمة
15. منهج التجديد والإصلاح
16. ألف يوم في مجلس الشعب
17. الإسلام والدبلوماسية
18. إسلام بلا حروب
19. الدبلوماسية بدل الحرب
20. العقوبات الجسدية وكرامة الإنسان
21. الجهاد من حروب الغزو إلى الجيش الوطني
22. المؤمن والربيع
23. جيران على كوكب واحد
24. في بيت رسول الله
25. نبي من أحل الإنسان
26. نظام الحكم في الإسلام

كما صدر له بالإنكليزية ثلاثة كتب طبع ونشر دار لامبيرت - ألمانيا:
1. Mohammad the messenger of peace
2. The democratic prophet
3. Islam without wars

## اعلام
كتب عن الدكتور الحبش عدة دراسات منها «التجديد الديني في سوريا» وقد كتبه الدكتور بول هاك من جامعة برنستون الأمريكية وتحدث فيه عن المشروع التجديدي الذي يتبناه الدكتور حبش، وقد طبع الكتاب مراراً باللغة الإنجليزية وبالعربية، كما نشر علي طه وصادق المصطاوي وعادل الحامدي وغسان يوسف وعلاء آل رشي وهائل اليوسفي وريمون زيتوني وآخرون سلسلة حوارات فكرية مطولة لتلخيص فكره، وكتب بسام الزين كتاباً حوارياً في نقد كتاب المرأة بين الشريعة والحياة بعنوان «يا صديقي الحبش»، كما كتب بدر الدين عرودكي وإحسان الحسين ووائل ميرزا وآخرون مقالات مختلفة في نقد فكره أو تأييده.

## جوائز
انتخب في عام 2006 نائباً لرئيس المنتدى الإسلامي العالمي للوسطية، وهو عضو في مجلس الأمناء في الجامعة الإسلامية بإسلام آباد وفي جامعة الجزيرة
وعضو في اتحاد الكتاب العرب وعدد من المنظمات الإسلامية الدولية والمحلية، كما مارس التدريس الجامعي في كلية الشريعة وكلية أصول الدين وكلية الدعوة الإسلامية والأكاديمية العسكرية العليا في سوريا وأشرف على عدد من رسائل الدكتوراه والترقيات في الجامعة الأردنية وكلية الدعوة الإسلامية.
حصل على جائزة رابطة كتب التجديد عن كتابه الدبلوماسية بدل الحرب 2017
انتقل منذ 2012 إلى الإمارات حيث عمل أستاذاً مشاركاً في جامعة أبو ظبي، في كلية الآداب والعلوم، ثم في كلية القانون، حيث يتولى تدريس المساقات الإسلامية في الجامعة.
حاضر كأستاذ زائر في عدد من الجامعات الدولية أهمها: جامعة هلسنكي بفنلندا 1998 - جامعة لوند بالسويد 2003 - جامعة كرايوفا - رومانيا 2009 - جامعة أوسلو - النرويج 2012 - جامعة روستوك - ألمانيا 2016 وجامعات أخرى .
| الجوائز الدولية                        |                                                          |      |                 |
| المسابقة الدولية الثالثة للقرآن الكريم | جائزة خاصة في التفسير                                    | 1981 | السعودية        |
| المسابقة الدولية للقرآن الكريم         | المركز الأول                                             | 1982 | ليبيا           |
| المسابقة الدولية للقرآن الكريم         | المركز الثاني                                            | 1982 | إيران           |
| مؤتمر القرآن الكريم حضارة أمة          | جائزة رائد في علوم القرآن                                | 1998 | الكويت          |
| منظمة السلام العالمي                   | رتبة سفير السلام                                         | 2001 | نيويورك         |
| الرئيس برويز مشرف - باكستان            | رتبة رائد الوسطية                                        | 2004 | اسلام آباد      |
| مهرجان الثقافة والفنون - السعودية      | درع الجنادرية                                            | 2010 | الرياض          |
| المجلس الإسلامي لأمريكا اللاتينية      | جائزة التواصل الإسلامي عبر البحار                        | 1995 | سان باولو       |
| اتحاد الطلبة لأمريكا الشمالية ISNA     | جائزة السيرة النبوية – مؤتمر السيرة                      | 2002 | لوس انجلوس      |
| جامعة كرايوفا                          | دكتوراه شرف– وإصدار ترجمة رومانية لكتابه: سيرة رسول الله | 2010 | كرايوفا رومانيا |

وقد تم اختياره مستشاراً وخبيراًُ في عدد كبير من المنظمات العالمية، ومنها:
| عضوية المنظمات الدولية                               |                    |           |
| رئيس جمعية علماء الشريعة (أرباب الشعائر)             | سوريا              | 2004-2009 |
| عضو المجلس العالمي للدعوة والإغاثة                   | القاهرة            | 1995-2001 |
| سفير السلام في منظمة السلام العالمي UPF              | نيويورك            | 2007-2012 |
| عضو في منظمة أديان من أحل السلام RFP                 | نيويورك            | 2005-2012 |
| عضو شبكة الديمقراطيين العرب AND                      | قطر                | 2008-2009 |
| عضو اتحاد الكتاب العرب                               | دمشق               | 2009-2012 |
| عضو المنتدى العالمي للوسطية                          | عمان               | 2007-2012 |
| عضو لجنة الاتصال الإسلامي الكاثوليكي                 | القاهرة والفاتيكان | 2002      |
| عضو المنتدى الإسلامي الدولي للحوار                   | جدة                | 2003      |
| عضو لجنة الفتوى في المنظمة الإسلامية للإغاثة         | جوهانسبورغ         | 2008      |
| زائر دولي في برنامج جوته للتواصل مع العالم           | ألمانيا            | 2005      |
| زائر دولي في برنامج الاتحاد الأوروبي                 | بلجيكا             | 2007      |
| عضو الرابطة الدولية: برلمانيون من أجل فلسطين         | بلجيكا             | 2007      |
| خبير ديني لمحموعة أنتراكشن لرؤساء العالم السابقين    | فيينا              | 2014      |
| مستشار قضايا المجتمع المدني في سوريا – الأمم المتحدة | جنيف               | 2016      |
| عضو لجنة الترقيات الأكاديمية في جامعة أبو ظبي        | أبو ظبي            | 2016      |
| منسق منطقة (MENA) في البرلمان العالمي للسلام         | نيويورك            | 2017      |
| مستشار مركز الدوحة الدولي لحوار الأديان              | الدوحة             | 2012      |
| عضو محموعة ولتون بارك لحوار الأديان                  | روما               | 2018      |
| مستشار المجلس العالمي للتسامح والسلام                | مالطة              | 2018      |

## وصلات خارجية
- موقع الدكتور محمد حبش